# Brianny
Brianny település Franciaországban, Côte-d’Or megyében. Lakosainak száma 105 fő (2022. január 1.). Brianny Montigny-sur-Armançon, Roilly, Braux, Marcigny-sous-Thil, Nan-sous-Thil és Le Val-Larrey községekkel határos.

## Népesség
A település népességének változása:
| Lakosok száma | 103  | 96   | 98   | 113  | 105  | 113  | 121  | 114  | 111  | 105  |
|               | 1968 | 1982 | 1990 | 2006 | 2013 | 2015 | 2017 | 2019 | 2020 | 2022 |